# 亞馬遜河毛鼻鯰
亞馬遜河毛鼻鯰，為輻鰭魚綱鯰形目毛鼻鯰科河毛鼻鯰屬的一個種。該物種分布於南美洲亞馬遜河流域，體長可達14.6公分。